# Angolanos nos Países Baixos
Há uma pequena população de angolanos nos Países Baixos com cerca de 10.000 pessoas, em grande parte composta por refugiados da Guerra Civil Angolana.

## História
Os Países Baixos não tem laços históricos de longa data com Angola. Os primeiros migrantes angolanos na Europa geralmente se estabeleceram em Portugal, a antiga potência colonial em seu país de origem. No entanto, eles encontraram dificuldades para conseguir trabalho lá e também sofreram discriminação. Alguns viajaram para outros países, incluindo a Holanda.
O principal incentivo para a imigração angolana para os Países Baixos foi a política de asilo relativamente generosa. Somente no primeiro semestre de 2001, 1.800 angolanos solicitaram asilo na Holanda, representando quase metade do número total de requerentes de asilo angolanos no mundo ocidental. No total, de 1998 a 2002, mais de 10.000 angolanos solicitaram asilo nos Países Baixos. Cerca de 4.500 deles eram menores desacompanhados. Milhares tiveram seus pedidos de asilo rejeitados e, portanto, inelegíveis para autorizações de residência, mas foram autorizados a atrasar sua partida devido à falta de segurança em seu país de origem. Em 1999, o secretário de Estado da Justiça, Job Cohen, pressionou para que o esquema de atraso na partida fosse encerrado; embora em sua opinião a situação em Angola como um todo ainda não fosse segura, Luanda era estável o suficiente para permitir o retorno dos angolanos.
Antes de 2002, havia pouca migração de retorno dos  Países Baixos para Angola; apenas dez desses indivíduos eram conhecidos da Organização Internacional para Migração. No entanto, em 2003, o número de repatriados começou a aumentar acentuadamente. De acordo com o programa de Retorno e Emigração de Estrangeiros dos Países Baixos, os requerentes de asilo rejeitados são elegíveis para uma variedade de apoio, incluindo uma passagem aérea para o aeroporto mais próximo de seu destino de retorno, reembolso de taxas pagas para adquirir documentos de viagem e um pagamento de reassentamento para ajudar com o período inicial após a realocação. Os menores desacompanhados que regressam voluntariamente a Angola recebem também assistência na localização da sua família, podendo ainda beneficiar de alojamento temporário gratuito num centro de acolhimento caso a sua família não seja localizada ou não os possa receber.
Há também alguma imigração ilegal de Angola para os Países Baixos. Os migrantes irregulares geralmente não utilizam traficantes de pessoas para entrar nos  Países Baixos; em vez disso, contam com o auxílio de suas redes sociais. Essas práticas têm evitado o surgimento de grandes organizações de tráfico de pessoas em Angola.
Atualmente, os angolanos fazem parte da comunidade mais ampla de língua portuguesa nos  Países Baixos, composta por cerca de 35.000 pessoas dos PALOP (sendo a esmagadora maioria angolanos ou cabo-verdianos), Timor-Leste ou Macau, 65.000 brasileiros  e 35.600 portugueses.

## Características demográficas
Em 2022, as estatísticas do Instituto nacional de estatística dos Países Baixos em relação às pessoas de origem angolana mostraram:
- 4.995 pessoas de origem de primeira geração
- 4.368 pessoas de segunda geração, das quais:
  - 1.868 pessoas com um dos pais nascidos nos Países Baixos
  - 2.500 pessoas com ambos os pais nascidos fora dos Países Baixos

Para um total de 9.363 pessoas. Esse número representa cerca de 3,6 vezes o total de 2.594 pessoas que migraram em 1996. A população atingiu seu auge em 2004, com 12.281 pessoas, e tem diminuído desde então.

## Organizações
A partir de 2007 , os angolanos estabeleceram cinco organizações próprias nos Países Baixos, bem como três em conjunto com migrantes congoleses. Estes últimos são incomuns na sociedade holandesa, pois os dois grupos não compartilham uma língua comum (além do holandês) nem um país de origem comum. As organizações geralmente visam reunir os angolanos e promover sua integração na sociedade holandesa, capacitar as mulheres angolanas, fornecer educação sexual e organizar atividades sociais e competições esportivas. As organizações são geralmente dominadas por homens, com até 80% dos membros sendo homens.